# Ødis Sogn
Ødis Sogn er et sogn i Kolding Provsti (Haderslev Stift).
I 1800-tallet var Ødis Sogn et selvstændigt pastorat. Det hørte til Nørre Tyrstrup Herred i Vejle Amt. Ødis sognekommune blev ved kommunalreformen i 1970 indlemmet i Vamdrup Kommune, der ved strukturreformen i 2007 indgik i Kolding Kommune.
I Ødis Sogn ligger Ødis Kirke.
I sognet findes følgende autoriserede stednavne:
- Anholt (bebyggelse)
- Drenderup (bebyggelse, ejerlav)
- Drenderup Skov (areal)
- Drenderupmark (bebyggelse)
- Drenderupskov (bebyggelse)
- Farris (bebyggelse)
- Fløjbjerg (bebyggelse)
- Fovslet (bebyggelse, ejerlav)
- Fovslet Mark (bebyggelse)
- Fovslet Skov (areal)
- Gåskær (bebyggelse)
- Karholm (bebyggelse)
- Sandkær Huse (bebyggelse)
- Svanemose (areal)
- Vadhuse (bebyggelse)
- Ødis (bebyggelse, ejerlav)
- Ødis Kroge (bebyggelse)
- Ødis-Bramdrup (bebyggelse, ejerlav)